# I-15 (航空機)
I-15
I-15
- 用途：戦闘機
- 分類：戦闘機
- 設計者：ニコラーイェ・ポリカールポフ
- 製造者：ポリカールポフ設計局
- 運用者

  -  ソ連空軍
  -  スペイン共和国空軍
  -  中華民国空軍、他
- 初飛行：1933年10月
- 生産数：2,452機
- 生産開始：1934年
- 運用状況：退役

I-15（ロシア語:И-15、イー・ピトナーッツァチ）は、ソ連のポリカールポフ設計局が開発し、ソ連赤色空軍などで運用された単発複葉戦闘機。
戦間期から第二次世界大戦の初期にかけて労農赤軍の主力戦闘機を務めた。

## 概要

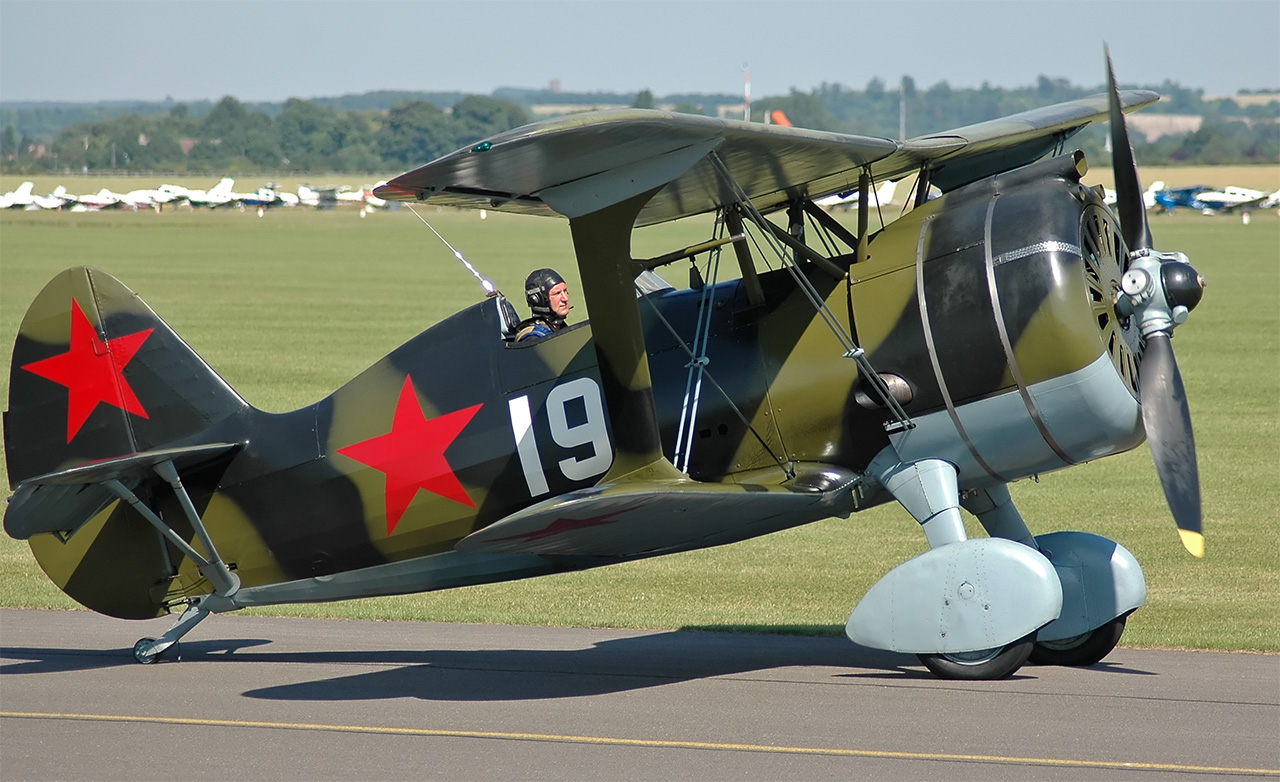
I-15bis

戦間期のソ連戦闘機は、初の国内設計機であるI-1以来ポリカールポフ（ポリカルポフとも）の設計した戦闘機であり、本機もポリカールポフの設計であった。原型は1932年に開発が始められたTsKB-3（ЦКБ-3）で1933年に初飛行した。
本機の大きな特徴となっているのがその翼形で、上翼は左右が分割して胴体に取り付けられたガル翼で、前方視界が大きく取られていた。また下翼は半葉とまではいかないものの上翼よりかなり小さく、翼間支柱もI字型の一張間と洗練されていた。この結果、最高速度はやや低かったが旋回性能は第一級であった。部隊配備は1934年末から開始された。
1937年から改良型のI-15bisの生産に切り替わる。改良点は主翼上翼を通常のパラソル型とし、対地攻撃用武装の追加、発動機の出力強化であった。これにより最高速度の向上と軽攻撃機としての運用が可能となった。
スペイン内戦、ノモンハン事変を始めとして、独ソ戦初期まで用いられたが、スペイン内戦ではCR.32相手にI-16では旋回性能が劣ったため、緒戦では劣勢に立たされた。そのためソ連はI-16の改良型ではなくI-15の改良型I-15ter（後のI-153）を開発することとなる。日本においては、ノモンハン事変で日本の戦闘機にかなわなかったためにI-153が開発されたとする間違った説が流布したが、実際にはノモンハン事変よりも前にI-153は開発されており、事変後半での戦闘にも投入されている。
こうして一線級からは外されたが、独ソ戦開始時もかなりの数が部隊配置されており、主に軽攻撃機として使用された。

## 諸元

I-15 三面図

| 制式名称     | I-15                                   | I-15M-25                   | I-15bis                                |
| ------------ | -------------------------------------- | -------------------------- | -------------------------------------- |
| 全幅（上翼） | 9.13m                                  | 9.75m                      | 10.21m                                 |
| 全長         | 6.29m                                  | 6.10m                      | 6.33m                                  |
| 全高         | 2.92m                                  | 2.20m                      | 2.99m                                  |
| 翼面積       | 12.9m2                                 | 21.9m2                     | 12.9m2                                 |
| 翼面荷重     | 110kg/m2                               | 63.2kg/m2                  | 147.3kg/m2                             |
| 自重         | 1,012kg                                | 1,012kg                    | 1,012kg                                |
| 正規全備重量 | 1,422kg                                | 1,385kg                    | 1,900kg                                |
| 発動機       | M-25（2,300mで700馬力）1基             | M-25（2,300mで700馬力）1基 | M-25B（2,300mで750馬力）1基            |
| 最高速度     | 360km/h（3,000m）                      | 367km/h（3,000m）          | 368km/h（3,000m）                      |
| 実用上昇限度 | 7,250m                                 | 9,800m                     | 7,250m                                 |
| 航続距離     | 720km                                  | 510km                      | 448km                                  |
| 武装         | ShKAS 7.62mm機銃2挺または4挺           | PV-1 7.62mm機関銃4挺       | ShKAS 7.62mm機銃2挺または4挺           |
| 爆装         | 爆弾50kg 2発 またはRS-82ロケット弾 6発 | 爆弾50kg 2発               | 爆弾50kg 2発 またはRS-82ロケット弾 6発 |

## 現存する機体
| 型名    | 番号            | 機体写真 | 所在地                  | 所有者                                                       | 公開状況 | 状態     | 備考                                                       |
| ------- | --------------- | -------- | ----------------------- | ------------------------------------------------------------ | -------- | -------- | ---------------------------------------------------------- |
| I-15    | 2089            |          |                         |                                                              |          |          |                                                            |
| I-15bis | 3994            |          | アメリカ ヴァージニア州 | 軍事航空博物館                                               | 公開     | 飛行可能 |                                                            |
| I-15    |                 |          |                         |                                                              |          |          |                                                            |
| I-15bis | 不明            |          | ロシア モスクワ州       | 空軍中央博物館                                               | 公開     | 静態展示 |                                                            |
| I-15DIT |                 |          |                         |                                                              | 公開     | 飛行可能 | よくbis型とされるが、正確には二人乗り練習型のDIT型である。 |
| I-15    | レプリカ(CA125) |          | スペイン マドリード     | 航空宇宙工学・航空博物館                                     | 公開     | 静態展示 |                                                            |
| I-15bis | レプリカ        |          | ロシア モスクワ市       | 大祖国戦争中央博物館                                         | 公開     | 静態展示 |                                                            |
| I-15    | レプリカ        |          |                         |                                                              |          |          |                                                            |
| I-15    | レプリカ        |          | スペイン カタルーニャ州 | カタルーニャ航空財団 (Fundació Parc Aeronàutic de Catalunya) | 公開     | 静態展示 |                                                            |

## 登場作品
『War Thunder』
l-15が初期機体として、l-15bisが後継機として登場する。
『燃ゆる大空』
国民革命軍のI-15として九五式戦闘機を使用している。